# معاوية بن عبد الأعلى
مُعَاوية بن عبد الأعلى بن الحارث بن عُقَبة السكسكي الكندي (80 هـ - 127 هـ) كان من رجالات يزيد بن الوليد وشارك معه في ثورته ضد الخليفة الوليد بن يزيد عام 126 هـ، وكان مُعَاوية فارس اليمانية في الشام في زمانه، ثم لما خُلع إبراهيم بن الوليد وبُويع بالخلافة مروان بن محمد خافه مُعَاوية لأنه كان يطلب بدم الوليد بن يزيد ويقتل كل من شارك في قتله فهرب من دمشق إلى حمص وأخذ يُحَرض أهلها على خلع طاعة مروان ثم شارك في تمرد أهل حمص بقيادة سليمان بن هشام ضد الخليفة مروان بن مُحَمد عام 127 هـ إلى أن مروان هزمهم. وأسر رجلٍ من بني تميم من أصحاب مروان أسمه حَوي المُجَاشعي التميمي مُعَاوية وكبله وجاء به إلى مروان فقال: يا أمير المؤمنين إستبقني لأعدائك فأنا فارس العرب ! فقال مروان: كذبت الذي جاء بك مُكبلاً أفرس منك، ثم أمر به وضُربت عنقه.

## نسبه
هو مُعَاوِية بن عَبْدِ الأعْلى بن الحَارِث بن عُقَبةَ بن أَسد بن عَقِيل بن الحَارِث بن مُدَيْح بن الأَدْوَمِ بن السكاسك بن كندة السكسكي الكندي.